# Bi-2
Bi-2 (rusky Би-2) je běloruská rocková skupina založena v roce 1988 ve městě Babrujsk. Zakladateli a stálými členy jsou Šura Bi-2 (kytara, doprovodné vokály) a Ljova Bi-2 (hlavní zpěv).
Od počátku ruské invaze na Ukrajinu koncertuje kapela pouze v zahraničí. Zpěvák Jegor Bortnik byl ruskými úřady po kritice prezidenta Vladimira Putina označen za „zahraničního agenta“. 

## Historie

### Sovětské období (1988–1991)
Zakladatelé skupiny Šura Bi-2 (Alexandr Uman) a Ljova Bi-2 (Jegor Bortnik) se seznámili v roce 1985 v minském dětském divadelním studiu Rond «Ронд» a rozhodli se spolu s dalšími kolegy vytvářet inscenace v duchu absurdního divadla. Po uzavření divadla se rozhodli realizovat svoji tvůrčí činnost v hudební branži. Šura v té době studoval na hudební škole a hrál na kontrabas v orchestru a Ljova skládal texty písní. V srpnu 1988 Šura a Aleksandr Fjodorov společně se skupinou Šanc «Шанс» založili formaci Braťja po oružiju «Братья по оружию», která se později přejmenovala na Bereg istiny «Берег истины». Kolektiv se skládal z 15 členů (včetně dechové sekce a rockové skupiny). Ljova jako autor textů sám dlouho nevystupoval. Zpěvákem skupiny byl Aleksandr Sergejev. Šura v té době hrál na basovou kytaru. Místem pro zkoušky byla továrna na pneumatiky, kde Šura pracoval.

V roce 1989 uskupení změnilo název na Bi-2, je to zkratka z předchozího názvu Bereg istiny. Ljova se stal zpěvákem této nové formace. První velké vystoupení skupiny se událo 10. listopadu 1989 v rámci Mogilevského rock-festivalu.
Dle vyjádření Šury Bi-2: „Byli jsme punková kapela, která hrála ve stylu skupiny Police. Texty hudby měli společenský námět nebo měli erotický obsah“. Vyjádření Ljova Bi-2: „Vystoupení začalo vytažením rakve na jeviště, já jsem z rakve vystoupil a měl na sobě prostřelenou košili a polštář, který se najednou roztrhl. Publikum se okamžitě dostalo do varu“.
V letech 1989 až 1990 koncertovali po celém Bělorusku a v domácím studiu v Minsku nahráli svoje první debutové album Izmenniki Rodiny «Изменники Родины». Ve stejné době byla napsána píseň Varvara «Варвара», která se v budoucnu zařadila mezi největší šlágry skupiny.

### Izraelské období (1991–1993)
V roce 1991 Šura Bi-2 a poté Ljova Bi-2 přestěhovali do Izraele, jelikož v Bělorusku bylo v 90. letech pro mladé hudebníky málo příležitostí. V Izraeli museli dělat věci, které zpočátku nesouvisely s hudbou, například pracovali jako ochranka na staveništi. Brzy však skupina v nestálé sestavě vystupuje na festivalech a klubové scéně. Styl skupiny se mění, upřednostňuje akustický zvuk a pečlivé aranžmá. V roce 1992 získala skupina první cenu na Jeruzalemském rockovém festivalu a v roce 1993 získala cenu diváků na ruskojazyčném rock fóru.

### Australské období (1993–1998)
V roce 1993 odjel Šura Bi-2 k příbuzným do Austrálie, protože v Izraeli nenašel žádné pobídky pro další tvůrčí rozvoj rusky mluvící skupiny. Ljova Bi-2 zůstává v Jeruzalémě a slouží v izraelské armádě jako specialista na počítačovou grafiku. Šura Bi-2 v Melbourne hrál v různých kapelách, kde vystupoval jako kytarista. Hudební aktivita skupiny Bi-2 tím neskončila, jelikož oba protagonisté skládali písně pomocí telefonické komunikace a také audionahrávek.
V roce 1994 Šura Bi-2 společně s fotografem Gennadijem Revzinym vytvořili sólový projekt s názvem «Shura B-2 Band». Šura Bi-2 se neodvážil pojmenovat skupinu Bi-2, jelikož v sestavě chyběl jeho nejlepší přítel Ljova Bi-2. V tomto období se Šura Bi-2 seznámí s pianistkou a umělkyní Viktorije Pobjedoj Bilogan, která ve skupině hraje na klávesy a aktivně se podílí na tvorbě písní. Zpočátku skupina hraje ve stylu punku, později přejde k experimentálnějšímu zvuku, který zahrnuje prvky jazzu, alternativy, postpunku či gotiky. Sestava skupiny se neustále měnila, proto byl název změněn na Shura B-2 Band i sotovarišči.
V letech 1994–1997 skupina natočila několik živých nahrávek a studiovou nahrávku Meldennaja zvezda «Медленная звезда». 23. srpna 1997 skupina Shura B-2 Band i sotovarišči oficiálně přestala existovat a obnovuje se název Bi-2 v sestavě Šura Bi-2 a Viktoria. Skupina v novém složení pracuje na novém albu, slova k písním zasílají Ljova Bi-2 a Michal Karasjov. Na albu s názvem Bespolaja i grustinaja ljubov «Бесполая и грустная любовь», které Šura Bi-2 celé nazpíval. Po dokončení alba se muzikanti snažili kontaktovat nahrávací společnosti. Kontrakt na vydání alba byl podepsán s nakladatelstvím «A-ram». V roce 1998 bylo v Německu vydáno album Bespolaja i grustinaja ljubov «Бесполая и грустная любовь» včetně bonusové písně Medlennaja «Медленная звезда». V roce 1998 vypukla v Rusku ekonomická krize a toto bonusové album se nikdy neprodávalo. Toho času skupina vydala videoklip k písni Svadebnaja «Свадебная»
V únoru 1998 přijel Ljova Bi-2 do Austrálie, kde se Šurou vystupovali ve skupině Chiron. V rámci skupiny Bi-2 nahráli hudebníci nové album I korabl pluvjot «И корабль плывёт». Většina písní byla Ljovem Bi-2 vytvořena již v Izraeli.
Na podzim roku 1998 bylo album hotové a odesláno ruskému vydavateli «Extraphone», ale album nevyšlo, nicméně některé písně z tohoto alba se objevily ve stálém seznamu písní na stanici NAŠE rádio.

## Moderní historie

### 1999–2000: album «Би-2»
Písničky skupiny Bi-2 měly v Rusku velký ohlas, a proto Ljova Bi-2 a Šura Bi-2 v září 1999 přicestovali do Ruska. Navzdory popularitě se však nepodařilo uzavřít smlouvu na vydání alba a navíc australská sestava skupiny nemohla přicestovat do Ruska a za těchto okolností byli hudebníci nuceni vyhledat nové členy. Propagaci skupiny měl na starost Alexandr Chip Ponomarjov, který také spolupracoval se skupinou Splin «Сплин».
Dle vyjádření Ljova Bi-2: „Pořádali jsme akustické koncerty. Po skončení koncertu jsme pořádali oslavy na chatě, kde byli z marketingových důvodů zváni i žurnalisté. Na této akci se grilovalo, zpívali naše písně, pilo a hosty se nám podařilo získat na svoji stranu a to byl velmi chytrý tah. Zde na těchto akcích jsme začali hledat hudebníky. Podařilo se nám získat ze skupiny Žuk „Жуки“ baskytaristu Vadima Jermolova a navíc se k nám přidal bubeník Grigorij Gaběrman a klávesista Nikolaj Pljavin. Naučili se naše materiály zaznamenané na disku a přidali k tomu spoustu vlastních věcí“.
První vystoupení BI-2 v nové sestavě se konalo 10. prosince 1999 na úplně prvním festivalu Našestvie «Нашествие». První televizní vystoupení skupiny se uskutečnilo následujícího roku v únoru.
V roce 2000 se skupina podílela na vytvoření písně k filmu Alekceja Balabanova «Брат-2». Píseň Polkovniku nikto ne pišet «Полковнику никто не пишет» znějící v tomto trháku se stala šlágrem a zůstala jednou z hlavních skladeb skupiny.
Po vydání videoklipu Varvapa «Варвара» a písně Nikto ne priďot «Никто не придёт» podepsali 13. dubna roku 2000 smlouvu se společností Sony Music Entertainment Russia. Výsledkem bylo vydání alba I korabl plujot .. «И корабль плывёт…» vytvořeného ještě v Austrálii, ale s jiným pořadím písní a s jiným obalem pod názvem Bi-2 «Би-2».
Navzdory tradici skupina odmítla uspořádat obvyklou prezentaci alba pro novináře v některém hudebním klubu. Místo toho se hudebníci rozhodli věnovat album svým posluchačům. Den vydání alba se shodoval s termínem posledního zvonění na všech středních školách v Rusku. Mezi středoškolskými vzdělávacími institucemi proběhla soutěž, kterou vyhrála moskevská škola č. 600. Prezentace alba proběhla v rámci posledního zvonění v této škole.
Album Bi-2 «Би-2» bylo velmi úspěšné a dosáhlo v té době rekordního nákladu 400 000 kopií. Za toto album získala skupina mezinárodní ocenění World Music Awards v kategorii nejprodávanější ruská skupina.
V průběhu roku 2000 skupina Bi-2 úspěšně vystupuje na mnoha významných festivalech a také uskutečňuje první turné v ruských městech, ale i na Ukrajině či v Pobaltských zemích. První oficiální sólový koncert Bi-2 v Moskvě se odehrál 12. listopadu 2000 v СДК МАИ (palác kultury a techniky moskevského leteckého institutu) a vytvořil základ dokumentárního filmu Zažigaj! «Зажигай!», na kterém pracovala filmová produkce Brata 2 «Брата-2». Nedlouho před tímto koncertem opustil skupinu baskytarista Vadim Jermolev a na jeho místo přišel Aleksandr Ljubarskij.

### 2001–2002 «Fellini Tour» a Mjau kiss mi «Мяу кисс ми»
Na začátku roku 2001 společně s předákem skupiny Splin «Сплин» Aleksandrem Vasiljevem «Александром Васильевым» nahráli společnou píseň s názvem Fellini «Феллини» (a poté byl k ní natočen videoklip) – aranžmá a záznam písně byly vytvořeny Bi-2, ale slova napsal a hudbu vytvořil Vasiljev. Podle této písně pak bylo pojmenováno společné turné kapel Bi-2 a Splin jako Fellini Tour. Stejný název dostalo také společné album skupin Tomas, Splin «Сплин» a Bi-2 «Би-2».
V lednu 2001 odjeli Šura Bi- a Ljova Bi-2 do Austrálie, kde začali pracovat na novém albu. V Melbourne byly dokončeny písně Nedotroga «Недотрога», Mjau kiss mi «Мяу кисс ми», Moja Ljubov «Моя любовь» a také volná píseň Volki «Волки», další materiál byl vytvořen v Moskvě. Později skupina nahraje píseň Poslednij geroj «Последний герой» dle stejnojmenného názvu pořadu na Prvním kanále. Píseň Poslednij geroj je zařazena jako přídavek na album Mjau kiss mi «Мяу кисс ми», které vyšlo v prosinci 2001. Jen za první den se prodalo 70 000 kusů alba. Na podporu alba byla uspořádána koncertní šňůra v zemích SNS, Velké Británie a Izraele. Celkový náklad alba byl 250 000 kusů a v roce 2004 bylo album znovu vydáno v nakladatelství Misterija zvuka «Мистерия звука».
Kromě písně Poslednego geroja «Последнего героя» si získává popularitu duet Šury Bi-2 a Julie se zpěvačkou Čičerinoj Moj rok-n-roll «Мой рок-н-ролл». Pro natočení tohoto klipu byla pozvána herečka Ingeborga Dapkunajte.
5. prosince 2001 vyšlo první oficiální DVD skupiny s názvem Serebro «Серебро», které kromě záznamu prvního koncertu Fellini Tour v DK Gorbunova, obsahovalo videoklipy Bi-2, fotografie hudebníků a archivní záznamy.
V září 2002 začala skupina pracovat na videu k písni «Зажигать», ale natáčení muselo být několikrát odloženo, protože při sestupu z ledovce Kolka společně s týmem Sergeje Bodrova zemřelo 8 lidí filmového štábu a o jejich tragickém skonu se dlouho nevědělo. Výsledkem je, že klip byl dotočen a uveden až na konci října.
V listopadu 2002 se v moskevském klubu 16 tonn «16 тонн» konal soukromý akustický koncert, kterého se mohlo účastnit pouze 200 vítězů speciální soutěže. Koncert, při kterém bylo zahráno několik raritních písní, posloužil jako základ pro internetové album «Unplugged@16tones» a filmu Mjau kiss mi tur (na scene) «Мяу кисс ми тур (на сцене)». Ze zlomků tohoto filmu se sestavil videoklip Mjau kiss mi «Мяу кисс ми».
Mjau kiss mi tur mělo být završeno koncertem v Moskvě v prosinci roku 2002, ale koncert byl zrušen z důvodu onemocnění hlasivek Ljova Bi-2. Po vyléčení hlasivek nazpíval Ljova Bi-2 převzatou písničku skupiny VIA Plamja ВИА «Пламя» s názvem Sněg kružitsja «Снег кружится». V této době přichází do skupiny nový člen hrající na basovou kytaru Alexandr Pljavinin, bratr klávesisty Nikolaja Pljavinina, který nahrazuje Alexandra Ljubarskogo.

### 2003–2004: Inomarki «Иnoмарки»
V druhé polovině března cestují Šura Bi-2 a Ljova Bi-2 do Austrálie, kde v melbournském studiu Toyland Studio namíchali pár písní pro nové album. Byla zde vytvořena i první píseň Bi-2 nazpívaná v anglické verzi a jednalo se o skladbu Proščaj, Berlin «Прощай, Берлин».
23. května se v Moskevském činoherním divadle K.S. Stanislavskogo uspořádalo první představení skupiny se symfonickým orchestrem. Společná vystoupení se symfonickými orchestry se později stala tradičními a vyústila v samostatný vedlejší projekt.
5. června Bi-2 a Julia Čičerina obdrželi cenu Muz-TV v kategorii Píseň roku za píseň Moj rok-n-roll «Мой рок-н-ролл».
Od poloviny července se Bi-2 účastní turné «Sony Electronics тур», v rámci něhož pořádají koncerty zdarma v mnoha ruských městech i v sousedních zemích. V říjnu 2003 se skupina rozhodla ukončit spolupráci se společností Sony Music Russia a následující volná píseň Pecok «Песок» již vyšla pod hlavičkou nakladatelství Mistjerija zvuka «Мистерия звука». Hlavní děj videoklipu písně Pecok je prokládán vedlejším filmovým dějem parodujícím reklamy.
Konec roku věnovala skupina přípravám a nahrávání písní pro nové album. Ve spolupráci se skupinou Čajf «Чайф» byly vytvořeny písně Dostučaťcja do něbes «Достучаться до небес», Skolzkie ulicu «Скользкие улицы». V lednu 2004 bylo album smícháno a vytvořeno v Austrálii a dostalo název Inomarki «Иnoмарки» a 2. března 2004 se začalo prodávat. Ke klíčovým písním alba Dostučaťsja do něbes «Достучаться до небес» a Skolzkie ulicu «Скользкие улицы» byly natočeny videoklipy. Společně s turné k albu Inomarki se skupina zúčastnila Siemens turné. Na podzim 2004 znovu vydali archivní album Bespolaja i grustnaja ljubov «Бесполая и грустная любовь» a nahráli píseň Zvjozdnyj katalog «Звёздный каталог» jako poctu skupině Bravo «Браво».

### 2005 Nječjotnyj vojn «Нечётный воин»
V únoru 2005 v Melbourne Ljova Bi-2 se Šurem Bi-2 začínají pracovat na více než dvou desítkách skladeb, které zkomponoval Michail Karasjov a poskytl rockovým formacím z Ruska a zahraničí včetně Bi-2. Nadcházející album tohoto projektu dostalo název Nječjotnyj vojn «Нечётный воин» a stalo se základem vedlejšího projektu skupiny Bi-2, jehož samostatná píseň byla představena 16. května a jde o duet Ljovy Bi-2 a Diany Arbeninoj.
Dne 2. července se skupina zúčastnila hudebního maratonu Live 8.
Dvojalbum Nječjotnyj vojn «Нечётный воин» vyšlo 1. září 2005 a 9. září 2005 byla uskutečněná prezentace alba a tisková konference v klubu B2.
Druhou polovinu října 2005 strávili Ljova Bi-2 a Šura Bi-2 v JAR, kde natáčeli projekt televize Prvního kanálu Serdce Afriki «Сердце Африки». 7. listopadu vystoupili Bi-2 na rockovém festivalu Fenikc «Феникс».
Ve dnech 2. a 3. prosince 2005 v GCKZ Rossija ГЦКЗ «Россия» byl uveden projekt Nečjotnyj vojn «Нечётный воин», kde vystupují téměř všichni hudebníci, kteří se podíleli na vzniku alba i se symfonickým orchestrem pod vedením Felixe Aranovskogo. Písně Michajla Karacjova se střídaly s hity Bi-2 a na podiu se střídaly četné hvězdy projektu «Brainstorm», Agata Kristi«Агата Кристи», Lakmus «Лакмус», Najk «BorzovНайк Борзов», Edmund Škljarskij «Эдмунд Шклярский», Sergej Galanin «Сергей Галанин», Oleg Nestěrov «Олег Нестеров», Ninna Želannaja «Инна Желанная», TaŤjana Litviněnko «Татьяна Литвиненко», Linda «Линда» a mnoho dalších umělců a skupin. V roce 2005 hudební sekce novin Moskovskij komsomolec «Московский комсомолец» udělilo projektu výroční cenu Zvukovaja dorožka «Звуковая дорожка».
Od 3. prosince zahájilo rádio Maximum vysílání pořadu z názvem Biologija «Биология», ve kterém Ljova Bi-2 a Šura Bi-2 seznamovali posluchače s novinkami současné hudby a diskutovali s hosty o různých hudebních stylech.

### 2006–2007: Moloko
26. ledna vyšel film Kaxi Kikabidze Seďmoj děn «Седьмой день», jehož zvukový záznam kompletně vytvořila skupina Bi-2.
Na začátku roku 2006 se Ljova Bi-2 a Šura Bi-2 rozhodli radikálně změnit zvuk a koncepci kapely. Na bicí soupravu místo Grigorija Gabermana začal hrát Biris Lifšic, na baskytaru místo Aleksandra Lljavina nastoupil Maksim Andrjuščenko a hráč na klávesy Nikolaj Pljavin byl nahrazen kytaristou Andrejem Zvonkovem. Hudební projev skupiny se stal více elektronický a řada písní se nahrála ve stylu disco-punku.
V polovině dubna se Ljova Bi-2 a Šura Bi-2 vracejí z Austrálie do Moskvy, kde připravili 10 skladeb pro nové album a do konce jara přibyly ještě další dvě skladby. První samostatná píseň pro rozhlas se stala Duročka «Дурочка», videoklip by představen počátkem května a dostal se do programu vysílání nejen na ruských kanálech, ale také americké MTV. Souběžně s prací na albu hrál Ljova Bi-2 v televizním seriálu Moskva ne srazu stroilas «Москва не сразу строилась», kde hrál jednu z rolí hudebníka a hrající ve skupině Bi-2. Historie kapely se stala jednou z hlavních linií zápletky a v seriálu vystupovali členové kapely a hráli písně skupiny Bi-2. Během festivalu Našestvie «Нашествие» byly natočeny závěrečné epizody seriálu.
Dne 3. října proběhla prezentace nového alba s názvem Moloko vydaného nakladatelstvím Styl rekords «Стиль рекордс». Koncept alba byl ovlivněn dystopickým románem Mechanický pomeranč. V rámci turné na podporu nového alba koncertovali muzikanti v mnoha městech Evropy a USA.
Třetí samostatnou písní alba Moloko se stala skladba On ploxo končil «Он плохо кончил», klip byl natočen v průběhu focení pro obal alba a stal se klipem s nejnižším finančním rozpočtem v historii skupiny. Režisér videa Aleksandr Andrjuščenko spolupracoval se skupinou na předchozím videoklipu Deržaťsja za vozduch «Держаться за воздух» a při další spolupráci na konci března 2007 natočil videoklip Iz-za menja «Из-за меня» a byl využit jako hudba k filmu Ja ostajus «Я остаюсь».
Dne 20. července 2007 se v moskevském klubu B1 uskutečnil festival Biologija «Биология live». Na tomto festivalu proběhlo prémiové promítání nového videoklipu Radiovětnam «Радиовьетнам», jehož střih byl dokončen jen několik hodin před začátkem koncertu. Na festivalu z písní Radiovětnam Ljova Bi-2 vystoupil společně s Luj Frankom ze skupiny Esthetic Education a brzy byla nahrána studijní verze tohoto duetu.
Dne 18. září 2007 vyšlo nové vydání alba Moloko «Молоко» zahrnující dvě nové písně Medlennuj kak sněg «Медленный как снег» a Moja ljubov «Моя любовь» se skupinou Undervud «Ундервуд».
Dne 4. října 2007 obdržela skupina cenu MTV Russia Music Awards v kategorii Nejlepší rock projekt roku «Лучший рок-проект года». Televize A-One zahájila vysílání pořadu Biologii, kde Ljova Bi-2 i Šura Bi-2 vystoupili v roli moderátorů.

### 2007–2008: Nečotnyj vojn 2 «Нечётный воин 2»
Na začátku listopadu 2007 byl dokončen projekt Nečotnyj vojn 2 «Нечётный воин 2» v londýnském studiu Metropolis. Mixování alba proběhlo v Melbourne.
16. listopadu 2007 byla na koncertě v klubu B2 představena první samostatná píseň z alba. Duet v Ljova Bi-2 a Vadima Samojlova Bcjo, kak on skazal «Всё, как он сказал». Začátkem prosince byl k této skladbě natočen videoklip, kde si kromě zmíněné dvojice zahráli i hluchoněmí lidé.
Na konci ledna 2008 byl ukončen televizní pořad v televizi A-One «Биология» Bilogija, který uváděli Ljova Bi-2 a Šura Bi-2. Dlouho se tím hudebníci nemuseli trápit, jelikož se skupina Bi-2 stala vítězem v nominaci Rocková skupina 2007 «Рок-группа 2007 года», kterou jim udělila hudební redakce novin Moskovskij komsomolec «Московский комсомолец».
V březnu 2008 vyšlo album Nečotnyj vojn 2 a stejně jako předchozí část byl i tento disk složen z písní Michaila Karasjova. V divadle Škola sovremennoj pěsy «Школа современной пьесы» se uskutečnila prezentace projektu pod vedením Michajla Kozyreva. Začátkem dubna 2008 se v rádiovém éteru začala hrát samostatná píseň z alba duet Šura Bi-2 a Diany Arbeninoj Bjelye odježdy «Белые одежды». Ještě téhož měsíce obdrželi jmenovaní interpreti cenu MTV Russia Movie Awards za nejlepší píseň k filmu Ja ostajus «Я остаюсь» s názvem Iz za Mjenja «Из-за меня»

### 2008–2009: Lunapark «Лунапарк»
V roce 2008 na přelomu dubna a května uspořádali koncertní šňůru v Německu. Na koncertu v Moskvě 30. května se uskutečnila premiéra písně Muza «Муза», která byla připravena pro nové album skupiny, na kterém skupina začala pracovala v průběhu léta 2008. Paralelně s prací na novém albu pracovali na písni k televiznímu filmu Prevratnosti sudby «Превратности судьбы», kde Ljova Bi-2 hrál jednu z hlavních rolí.
Při koncertě v Petrohradě 16. července skupina vytvořila svůj rekord v délce trvání koncertu. Program 30 písní nazvala „30 písní sborově“. Na podzim byl v Petrohradě natočen videoklip k písní Muza. Taneční choreografii pro tuto píseň vytvořil Jegor Družinin. Samotná píseň Muza vyšla ve formátu mini alba a byla distribuováno bezplatně jako příloha říjnového čísla časopisu Time Out.
Na podzim 2008 skupina přibrala dalšího člena Jana Nikolenka, který hrál na klávesy a flétnu a stal se spoluautorem textů.
V lednu 2009 Šura Bi-2 a Ljova Bi-2 v melbournském studiu dokončili velkou část budoucího alba a skladba Šar zemnou «Шар земной» se stala druhou samostatnou písní a pro tuto skladbu byl natočen videoklip ve stylu film noir.
Po koncertní šňůře po USA, pobaltských státech a ruských městech odjeli Šura Bi-2 a Ljova Bi-2 do Londýna, aby dokončili práci na novém albu ve studiu Y Barney Cold.
Oficiální představení alba skupiny s názvem Lunapark «Лунапарк» se konalo 19. května roku 2009. Název alba byl dlouho držen v tajnosti a na webových stránkách proběhla soutěž o uhádnutí jména alba pomocí několika otevřených písmen. Prezentace alba byla velmi rozsáhlá od spuštění speciálního webu přes vysílání na rozhlasových stanicích a televizních pořadů za účasti známých herců. V zábavním parku Karusel «Карусель» proběhla tiskovka a krátké vystoupení skupiny. V obchodním domě Respublika «Республика» proběhla autogramiáda, která byla spojená s rozhovorem pro časopis Rolling Stone. A na závěr byl uspořádán velký koncert v klubu B1, během kterého byl natočen videoklip pro třetí samostatnou píseň Bowie. Speciálně pro klip byly vyrobeny masky s tváří Davida Bowího, ve kterých se muzikanti Bi-2 objevují v zákulisních scénách videoklipu.
Na konci léta proběhla videopremiéra čtvrté samostatné písně Šambala «Шамбала» z alba Lunapark. Klip je natočený fotoaparátem v režimu videonahrávky. Herci pro videoklip byli přátelé a příbuzní hudebníků Bi-2. Turné na podporu alba začalo na konci května a pokračovalo až do konce roku 2009 a zahrnovalo Rusko, Ukrajinu, Dálný Východ, Severní Ameriku, Izrael a Bělorusko.
V roce 2009 se Bi-2 zúčastnili několika vedlejších projektů. Byla zde spolupráce mezi Šura Bi-2 a skupinou Punk TV na společné skladbě Kometa. Na konci roku se realizoval projekt básníka Josifa Brodského.
Pro tento projekt nahrála skupina doprovod k básni Šest let spustja «Шесть лет спустя»
V prosinci 2009 byla vydána internetová píseň Christmas, kterou bylo možné bezplatně stáhnout. Skladba se skládá ze dvou písní Christmas a duetu Šury a Juliji Čičeriny Padajet sněg (Novij god)«Падает снег (Новый год)» za účasti orchestru ministerstva vnitra.

### 2010: O čom govorjat mužčiny «О чём говорят мужчины»
Leden 2010 byla věnován přípravě nové desky, kdy Šura Bi-2 a Edam Kalaitzis každý den v nahrávacím studiu Toyland v Melbourne mixovali skladby a výsledky mixu posílali přes internet do Moskvy. První samostatná píseň Reki ljubvi «Реки любви» z připravovaného alba byla představena 2. února. V refrénu této skladby společně se zpěvem Šury Bi-2 a Ljova Bi-2 zpívají i herci z komického divadla Kvartet I «Квартет И», jelikož tato skladba se stala jedním z hudebních témat filmu O čom govorjat mužčiny «О чём говорят мужчины». Na konci února se objevil videoklip k této skladbě – videoklip je sestřih scén z filmu a studia, kde s hudebníky Bi-2 vystupují herci z Kvarteta I. Film O čom govorjat mužčiny měl 4. března premiéru a 9. března se uskutečnilo oficiální vydání stejnojmenného alba skupiny Bi-2. Práce na hudbě k filmu nakonec vyústila k vydání plnohodnotného alba, jehož styl je v duchu 80. let.
Dne 11. dubna 2010 se do hracího listu radiových stanic dostala z alba O čom govorjat mužčiny písnička Večnaja prizrčnaja vstrečnaja «Вечная призрачная встречная» s charakteristickým klasickým Bi-2 tvrdým kytarovým zvukem. A přesně o měsíc později byl k této písni natočen videoklip. Gotický příběh natočený pomocí fotoaparátu zachycující atmosféru cirkusu z počátku 20. století od režiséra Gošej Toidze.
Na slavnostním předávání cen Muz-TV 2010 11. června 2010 byla kapela Bi-2 prohlášena za nejlepší rockovou skupinu. V den Ruska 12. června kapela vystoupila na Rudém náměstí. V červnu 2010 skupina vystoupila v Buldog-šou «Бульдог-шоу» na HTB s humorně přepracovanou písní Varvara «Варвара» v duetu s Garikom Charlamovym.
Dne 27. srpna byl představena třetí samostatná píseň Jejo glaza «Её глаза» z alba O čom govorjat mužčiny. Vznik této písně byl inspirován Shakespearovým sonetem č. 130. Další událost koncem srpna se ukázala jako nepříjemná, jelikož autorský rozhlasový projekt Šury Bi-2 a Ljova Bi-2 Biology byl zrušen.
Na konci listopadu se píseň Jejo glaza «Её глаза» stala písní k seriálu Dežurnyj angel «Дежурный ангел» a získala první místo v hitoparádě Čartova djuřžina «Чартова дюжина» na stanici Naše rádio a zůstala na vrcholu po dobu 5 týdnů.
V polovině prosince 2010 byla uvedena na trh dvoudisková edice Bi-2 se symfonickým orchestrem 25 skladeb Bi-2 v aranžmá Genndija Kornilova. Mezi další zpěváky na albu kromě protagonistů skupiny Bi-2 byli Diana Arbenina, Renars Kaupers, Julija Čičerina, Inna Želannaja, Jekaterina Belokon a Tina Kyzněcova. Projekt byl završen natočením videoklipu k písni Padajet sněg (Novyj god) «Падает снег (Новый год)». Na natáčení se podíleli Ljova Bi-2, Šura bi-2, dirigent Felix Aranovsky a hudebníci orchestru ruského ministerstva vnitra, hlavní postavou videa tradičně pro Bi-2 natočeného fotoaparátem, byla manželka Šury Bi-2 Elizabeta Bi Dva.

### 2011–2012: Nečotnyj vojn-2,5 a Spirit «Нечётный воин–2,5» и «Spirit»
Na konci března 2011 vyšla třetí část projektu Nečotnyj vojn-2,5 pod neobvyklým číslem 2,5 a to kvůli akustické nahrávce zvuku. Podle vyjádření Šury Bi-2: „Podle našeho názoru se na akustické album nevztahuje plnohodnotné číslo 3 a tak se ujala myšlenka dát do názvu číslo 2,5“.Na projektu spolupracovali Andrej Makarjevič, Igor Žuravljov, Jevgenija Lepokurova a Vasilij Šumov. Album je navrženo v duchu 70. let 20. století.
Premiéra samostatné písně Optimist «Оптимист» se uskutečnila 20. května 2011. Jednalo se o skladbu z nově připravovaného alba Bi-2 v pořadovým číslem 8. Videoklip vyšel 27. května 2011 a stal se prvním klipem v historii Bi-2, ve kterém byly speciální efekty vytvořeny na počítači.
Na tiskové konferenci RIA Novosti «РИА Новости» oznámili název svého budoucího alba Spirit, kde se podrobně hovořilo o novém systému distribuce desek, odmítnutí spolupráce s nahrávacími společnostmi a přímá účast posluchačů při financování budoucího alba. Jedná se o produkt takzvaného hromadného financování založený na portále Planeta.ru.
Dne 25. června 2011 se Bi-2 účastnili mezinárodního festivalu Sotvorenie mira «Сотворение мира» v Kazani.
Na začátku září vyšla píseň Bezvozdušnaja trevoga «Безвоздушная тревога» z připravovaného alba a skupina Bi-2 ji nahrála s Tamaroj Gverdciteli. V polovině září vyšel k této písni videoklip, který natočil režisér Irinoj Mironovoj na Rudém náměstí v Moskvě. V té době byly Šura Bi-2 a Ljova Bi-2 v Londýně, kde vznikaly materiály pro nové album Bi-2 s názvem Spirit.
Na podzim roku 2011 pokračovala skupina v turné s orchestrálním programem. Na konci října vyšla píseň Ostrov (version 2011) «Остров (version 2011)». Písnička je převzatá od skupiny Piknik «Пикник» a je nazpívaná společně s lídrem skupiny Piknik Edmundom Škljarskim.
V listopadu 2011 byla za účasti Bi-2 založena nezávislá internetová stanice Radio Cubstancija «Радио Субстанция».
Album Spirit vyšlo 1. prosince 2011 a jeho aranžmá bylo ovlivněno hudbou poloviny 80. let 20. století. Během období přípravy alba navštívili Šura Bi-2 a Ljova Bi-2 výstavu obrazů René Magritta a na základě inspirací jeho surrealistickými obrazy byl vytvořen obal desky Spirit. Album Spirit bylo první album skupiny, na jehož vznik byly finanční prostředky vybrány pomocí hromadného financování.
V Čitě 6. února 2012 začalo turné na podporu alba Spirit. Ve stejný den se album začalo prodávat v obchodech v Rusku, na Ukrajině, v Bělorusku, v Kazachstánu a pobaltských zemích. V rámci turné se 18. února skupina zúčastnila festivalu Red Rocks Festival.
Na začátku března roku 2012 vyšel videoklip k písni Girls. Tato píseň má erotický podtext a obsahuje záběry, které byly zakázány, a proto existují dvě verze s cenzurou a bez.
Album Spirit vyšlo také na LP desce jako vůbec první vydání skupiny Bi-2 na tomto nosiči. 1. června 2012 při udělování výročních cen za populární hudbu Muz-TV vystoupili Ljova Bi-2 a Šura Bi-2 společně ze zpěvačkou Jolkou s převzatou písní Kolambija Pikčerz ne predstavljajet «Коламбия Пикчерз не представляет» od skupiny BandEros «Банд'Эрос».
Na konci června zazněla v rádiu další píseň z alba Spirith s názvem 1000 mil «1000 миль». Všechny přestávky při svém turné na podporu alba věnovala skupina prací na nové části vedlejšího projektu Nečotnyj vojn. Od 14. září se v rádiovém éteru začala hrát píseň Blef «Блеф» z alba Spirit. O den dříve byl představen videoklip k této písni, kde hlavní roli hraje Jekaterinaj Semjonova a děj se odehrává při vyvolávání duchů.

### 2012–2013:Nečotnyj vojn 3 «Нечётный воин–3»
Dne 22. října 2012 započali práce na novém vedlejším projektu Bi-2 Nečotnyj vojn 3, peníze na tento projekt, byly opatřeny formou hromadného financování. První samostatnou písní tohoto projektu se stala skladba Daleko «Далеко» (duet Lindy a Najka Borzova), která se objevila v éteru 1. listopadu.
Dne 20. prosince byla vydána poslední samostatná píseň z alba Spirit skladba Molitva «Молитва», jejíž videoklip se objevil 31. ledna 2013. Píseň byla zahrnuta do zvukového doprovodu k filmu «Метро» Metro, proto jsou ve videoklipu zahrnuty krátké pasáže z filmu Metro a krátké pasáže vystoupení skupiny Bi-2.
K jubileu Michala Karasjova vyšla samostatná píseň Ty i ja «Ты и я» z alba Nečotnyj vojn 3. Píseň je výsledkem společné práce Edmunda Šklajarskogo, Nasti Polevoj a Michala Jefremova.
Dne 3. března 2013 se uskutečnila premiéra koncertního programu Kvartirnik (akustika)«Квартирник (акустика)», do té doby byla akustická vystoupení skupiny vzácností. Závěrečný koncert Spirit tour se konal 15. března v klubu Stadium Live a bylo natočeno koncertní DVD, které vyšlo na třech discích.
Oficiální vydání alba projektu Nečotnyj vojn 3 proběhlo 3. května 2013 v klubu 16 tonn «16 тонн». Dva disky alba byly výtvarně zpracovány ve stylu filmové ságy Star Wars.
Dne 7. června byla skupina Bi-2 vyhlášena jako vítěz v nominaci o nejlepší rockovou skupinu na slavnostním předávání cen Premii Muz-TV 2013 «Премии Муз-ТВ 2013».
Dne 16. srpna se v hitparádě Čartova Djužina na stanici Naše rádio uskutečnila rozhlasová premiéra písně Drož «Дрожь» z projektu Nečotnyj vojn 3, později byla v téže hitparádě uvedena poslední samostatná píseň uvedeného projektu Bezdorožje «Бездорожье».
Ve dnech 23. a 24. listopadu se uskutečnily ve vyprodané Krokus Citi Choll «Крокус Сити холл» tradiční podzimní koncerty se symfonickým orchestrem, které se zároveň staly prezentací nového alba «Би-2 & Prague Metropolitan Symphonic orchestra», obsahující 16 skladeb nevydaných v orchestrálním aranžmá.

### 2013–2015: #16pljus«#16плюс»
Dne 16. září 2014 vyšlo deváté studiové album Bi-2 s názvem #16pljus «#16плюс». První samostatná píseň #Chipstjer «#Хипстер» vyšla 25. února a o dva dny později vyšel videoklip k této písni, kde se v jednotlivých záběrech objevují známé ruské mediální osobnosti. Druhá samostatná píseň Tjomnyje njebesa «Тёмные небеса» vznikla ve spolupráci se skupinou Smyslovyje Galljucinacii «Смысловые Галлюцинации» a vyšla na konci května 2014. Třetí samostatná píseň Zabrali v armiju «Забрали в армию» vyšla na konci srpna. Další píseň Tolko ljubov počinit «Только любовь починит» a video k písni bylo realizováno ve spolupráci ze zpěvačkou Anastasiej Zavorotnjuk «Анастасией Заворотнюк» a tato skladba se stala písní k filmu Mama 3, kde zpěvačka hrála jednu z hlavních rolí a Ljova a Šura Bi-2 hráli ve vedlejších rolích.
V den narozenin Šury Bi-2, 3. února 2015 se uskutečnila premiéra nového videoklipu k písni Bljuz 16+ «Блюз 16+». V únoru 2015 odstartovala druhá část koncertní šňůry 16pljusTour`а «16плюсTour`а». Koncerty se odehrávaly v rámci Ruska, Pobaltí, Běloruska a Velké Británie. Během moskevského koncertu 17. dubna, který se konal ve «Stadium Live», proběhlo natáčení CD a DVD, které vyšlo pod názvem 16pljustour@Stadium Live «#16плюсtour@Stadium Live».

### 2016: Finále turné #16pljus «#16плюс»
Dne 3. února proběhla premiéra videoklipu Kompromiss «Компромисс», který během příštího měsíce získal více než milión zhlédnutí. 18. března byla představena koncertní verze tohoto klipu. Oba klipy byly zahrnuty do vydání alba «#16плюсTour @ Stadium Live», které bylo hromadně financováno na portálu Planeta.ru. Toto album se skládá ze 14 písní nahraných nahraných na moskevském koncertu turné a několika klipů. Digitální premiéru mělo album 18. března 2016 a 31. března 2016 album vyšlo fyzicky na nosičích CD a DVD. 24. května se v letním kině uskutečnilo promítání tohoto alba a konala se zde také autogramiáda pro fanoušky.
V dubnu 2016 skupina vydala reedici alba Bi-2 «Би-2» z roku 2000. Album bylo navrženo na základě původního obalu s mrakodrapy Melbourne a lodí plující vzduchem. Bylo obnoveno původní pořádí skladeb a pod svým prvním vytvořeným názvem v Austrálii I korabl pluvjot «…И корабль плывёт».
Dne 23. června se uskutečnil závěrečný koncert turné #16плюс. Skupina koncertovala ve více než 60 městech Ruska, Pobaltí, Německa, Česka, USA, VB, Moldavska, Běloruska.
V létě 2016 se skupina Bi-2 zařádila mezi nejžádanější interprety mnoha ruských festivalů, včetně každoročního festivalu pod širým nebem Našestvije «Нашествие», kde hudebníci vystoupili se symfonickým orchestrem a jejich vystoupení na festivalu VK-fest se stalo nejoblíbenější událostí podle oficiální aplikace festivalu.
Bi-2 završili svoji letní koncertní sezonu představením na lodi plující po řece Moskvě. Hosté koncertu jako první viděli nový videoklip Bi-2 Lajki «Лайки». 15. prosince skupina představila záznam koncertu ve vynikající kvalitě – video natočené v létě bylo upraveno a zvuk byl znovu smíchán.
2. září 2016 v den narozenin Ljova Bi-2 byl veřejnosti představen videoklip Lajki «Лайки». Během víkendu po vydání klipu měl 230 000 zhlédnutí. Později byly také vydány remix verze této písně.
V říjnu 2016 se Bi-2 vrátili na pódium s koncertním programem Best of. Koncert byl naplánován v Moskvě v Krokus Siti Chall «Крокус Сити Холл» na 26. listopadu, ale pro velký zájem se uskutečnil koncert i 25. listopadu. Poprvé bylo možné vstupenky zakoupit i na oficiálních stránkách Bi-2 a kromě samotných vstupenek si zájemce mohl zakoupit i exkluzivní dvojdisk Best of, který zahrnoval studiové verze všech skladeb hraných na koncertech s programem stejného jména. 26. listopadu sledovalo živé vysílání koncert v 360stupňovém formátu 42 000 diváků. Na sociální síti VKontakte dosáhla skupina Bi-2 počtu milion sledujících již v listopadu 2016.
1. prosince vydala skupina novou píseň dle veršů Ili Kormilceva s názvem Ptica na podokonnike «Птица на подоконнике», na jehož vzniku a natáčení se podílelo více známých umělců: Diana Arbenina, Vladimir Šachrin, Najk Borzov,Nastja Poleva, Mixail Karasjov, Aleksej Migilevskij a Musja Totibadze.
Odcházející koncertní rok 2016 zakončili hudebníci již tradičním novoročním koncertem v moskevském klubu 16 tonn «16 тонн».

### 2017–2019: Gorizont sobytij «Горизонт событий»
Nová koncertní sezóna Bi-2 odstartovala v lednu ve Spojených státech.
V den narozenin Šury Bi-2 se uskutečnila premiéra videoklipu skupiny Alisa «Алиса». Ve videu hrály děti hudebníků a dalších členů týmu Bi-2.
23. února se konal ve sportovním komplexu Olimpijskij «Олимпийский» jubilejní ceremoniál Našeho rádia hitparády Čartova djužina «Чартова дюжина», během kterého skupina obdržela ocenění ve dvou nominacích a to v kategorii Nejlepší videoklip pro píseň Ptica na podokonnike «Птица на подоконнике» a cenu v kategorii Sólista roku.
V březnu 2017 skupina oznámila název svého nového alba Gorizont sobytij «Горизонт событий». Z rozhovoru Šury Bi-2 na stanici Naše rádio: "Již si nevzpomenu odkud byla inspirace pro tento název. Objevilo se to před rokem, kdy byl odhalen celý tento příběh. Možná po nějakém filmu, kde se mi líbil samotný příběh. Existují dva koncepty horizontu událostí, jeden má co do činění k singularitě kosmu a druhý negativní má co do činění s psychologií. Kdo se s tím seznámí, pochopí. Pozitivním prvkem je bod, kdy se zastaví čas. A to se nám moc líbilo".
7. března 2017 vyšlo nové album Bi-2 Prague Metropolitan Symphonic orchestra VOL. 2, jak již je z názvu patrné tak byl nahrán s pražským symfonickým orchestrem. Při koncertech s pražským orchestrem 23. a 24. března 2017 bylo předvedeno mnoho písní z tohoto alba a také je mohlo slyšet i vidět více než 70 000 lidí, jelikož probíhal i přímý přenos ve formátu obrazu 360 stupňů.
15. května 2017 představila skupina nový videoklip Ljotčik «Лётчик». Video bylo natáčeno ve Španělsku a hlavní roli v něm hraje Ljova Bi-2. Za den od vydání klip shromáždil více než milion zhlédnutí na sociální síti Vkontakte.
Šura Bi-2 o písni Ljotčik «Лётчик»: "Tato píseň je pro nás na albu nejdůležitější. Když vznikala, začali jsme chápat, že potřebujeme jiný zvuk, záznam. Na písni jsem pracovali déle než rok, dokud jsme nedosáhli uspokojivého výsledku, který je teď slyšet. Tato píseň nastavuje atmosféru celého alba. Zvukově i k vnitřnímu námětu."
8. září 2017 představila skupina novou píseň Viski «Виски» nahranou s americkým zpěvákem Johnem Grantem a videoklip stejného jména, na jehož natáčení se kromě Bi-2 a Johna Granta podíleli Olga Jefremova a Stanislav Dužnikov.
26. září 2017 se uskutečnila premiéra videoklipu Pora vozvraščatsja domoj «Пора возвращаться домой» nahraného společně s Oxxxymiron. Klip měl velký úspěch a v prvních týdnech získal více než 3 miliony zhlédnutí na YouTube a více než 10 milionů na VKontakte.
29. září 2017 vydala skupina dlouho očekávané album Gorizont sobytnij «Горизонт событий» a o několik dní později odstartovalo turné na podporu alba. Speciálně pro toto turné byl vyroben světelný doprovod, stejně jako originální scénografie s jedinečnou otočnou obrazovkou, která se během koncertu pohybuje ve všech rovinách.
Moskevská prezentace alba Gorizont sobytnij «Горизонт событий» se konala 25. listopadu 2017. Představení se účastnilo 12 000 diváků a bylo točeno 15 kamerami a také systémem Spider kamera, která létala pod střechou Ledového Paláce.
První část turné Gorizont sobytnij «Горизонт событий» bylo završena koncertem v Petrohradě, kde byl speciálním hostem americký zpěvák John Grant.

### 2020–2021: Nové album
Dne 3. února 2020 skupina vydala novou píseň Peklo «Пекло». Píseň vyjde na novém albu skupiny, jehož vydání je naplánováno na rok 2021. 29. května skupina vydala druhou píseň z připravovaného alba Depressija «Депрессия» a byl zároveň představen její videoklip.
1. října 2020 vyšla připravovaná píseň pro vedlejší projekt Nečotnyj vojn 4 «Нечётный воин 4» s názvem Dvenadcať «Двенадцать» nazpívaná společně se zpěvákem skupiny Pornofilmy «Порнофильмы» Vladimirom Kotljarovym.
3. února vydala skupina videoklip Peklo «Пекло» a tato samostatná píseň byla první z připravovaného 11 studiového alba kapely. Kromě titulní skladby má tato píseň dva remixy. 29. května 2020 byl představen druhý videoklip a skladba z připravovaného alba Djepressija «Депрессия». Práce na videoklipu probíhala v režimu izolace. 20. července 2020 vyšlo album Djepressija «Депрессия» ve formátu EP a bylo vydáno i na  vinylové desce. Album kromě původní písně má 3 remixované verze a verzi bez doprovodu zpěvu (instrumentální skladba).
V polovině června 2021 vyšel videoklip Nam nje nužen geroj «Нам не нужен герой». Klip je koncipován jako krátký film, kde si hudebníci zahráli role záporných hrdinů. Ve videoklipu se vyskytují odkazy na různé historické epochy od starověkého Řecka po období SSSR.
V září roku 2021 vydaly album Svěrim serdca {Live} «Сверим сердца {Live}», které obsahuje výběr populárních písní skupiny, zahraných při vystoupení v Moskvě Lužnikách 27. června 2021.

### 2022–současnost
Skupina se vyjadřuje kriticky k ruské invazi na Ukrajinu a od jejího počátku koncertuje pouze v zahraničí. Zpěvák Jegor Bortnik byl ruskými úřady označen za „zahraničního agenta“ poté, co kritizoval prezidenta Vladimira Putina. V lednu 2024 byli členové skupiny zatčeni v thajském Phuketu za práci bez povolení a hrozila jim deportace z Thajska do Ruska. Tam by je za jejich postoje mohly čekat přísné tresty. Thajské úřady jim však umožnily odletět do Izraele.

## Sestava
| - Ljova Bi-2 – základní zpěv, kytara, bicí nástroj (1989–1993, 1998–dodnes) - Šura Bi-2 – sólová kytara, akustická kytara, zpěv (1997–dodnes), baskytara (1988–1993, 1997–1998) - Konstantin Čalyh «Константин Чалых» – kytara, základní zpěv, (2024–dodnes) - Maxim (Lakmus) Andrjuščenko «Максим (Лакмус) Андрющенко» – Basová kytara (2006–dodnes) - Boris Lifčic «Борис Лифшиц» – Bicí souprava (2006–dodnes) - Janik Nikolenko «Яник Николенко» – klávesy, sampler, flétna, tamburína, doprovodné vokály (2008–dodnes) | - Alexandr (Kostyl) Sergejev «Александр (Костыль) Сергеев» – hlavní zpěv, kytara (1988–1989) - Alexandr Fjodorov «Александр Фёдоров» – kytara (1988–1990) - Igor Ben «Игорь Бен» – hlavní zpěv, kytara (1990–1995) - Alexandr Fjodorov «Александр Фёдоров» – kytara (1988–1990) - Viktorija (Poběda) Bilogan «Виктория (Победа) Билоган» – klávesy (1997–1999) - Piter Vudroub «Питер Вудроуб» – baskytara (1998–1999) - Serž Petron «Серж Петрон» – bicí (1998–1999) - Grigorij Gaberman «Григорий Габерман» – bicí (1999–2006) - Nikolaj Pljavin «Николай Плявин» – klávesy (1999–2006) - Vadim Jermolov «Вадим Ермолов» – basová kytara (1999–2000) - Aleksandr Ljubarskij «Александр Любарский» basová kytara, Foukací harmonika (2000–2002) - Aleksandr Pljavin «Александр Плявин» – basová kytara (2002–2006; umřel na rakovinu v roce 2014) - Andrej (Zvonok) Zvonkov «Андрей «Звонок» Звонков» – kytara, akustycká kytara, (2006–2024) |

## Studiová alba
| rok vydání | název                                                     | Složení,poznámky                                                                  | odkazy        |
| ---------- | --------------------------------------------------------- | --------------------------------------------------------------------------------- | ------------- |
| 1998       | Bespolaja i grustnaja ljubov« Бесполая и грустная любовь» | Šura Бi-2/Viktorija Bilogan/LjovaBi-2 (pouze texty)                               | odkaz Spotify |
| 2000       | Bi-2«Би-2»                                                | Šura Бi-2/Viktorija Bilogan/LjovaBi-2/Piter Vudroub/Cerž Petron                   | odkaz YouTube |
| 2001       | Mjau Kiss «Мяу кисс ми»                                   | LjovaBi-2Šura Бi-2/Nikolaj Pljavin/Aleksandr Ljubarskij/Grigorij Gaberman         | odkaz Spotify |
| 2004       | Inomarki«Иnомарки»                                        | LjovaBi-2/Šura Бi-2/Nikolaj Pljavin/Alexandr Pljavin/Grigorij Gaberman            | odkaz Spotify |
| 2006       | Moloko«Moloko»                                            | LjovaBi-2/Šura Бi-2/Andrej Zvonkov/Makcim Andrjuščenko/Boris Lifšic               | odkaz Spotify |
| 2009       | Lunapark«Лунапарк»                                        | LjovaBi-2/Šura Бi-2/Andrej Zvonkov/Makcim Andrjuščenko/Boris Lifšic/Jan Nikolenko | odkaz Spotify |
| 2010       | O čom govorjat mužčiny«О чём говорят мужчины»             | LjovaBi-2/Šura Бi-2/Andrej Zvonkov/Makcim Andrjuščenko/Boris Lifšic/Jan Nikolenko | odkaz Spotify |
| 2011       | «Spirit»                                                  | LjovaBi-2/Šura Бi-2/Andrej Zvonkov/Makcim Andrjuščenko/Boris Lifšic/Jan Nikolenko | odkaz Spotify |
| 2014       | 16pljus«#16плюс»                                          | LjovaBi-2/Šura Бi-2/Andrej Zvonkov/Makcim Andrjuščenko/Boris Lifšic/Jan Nikolenko | odkaz Spotify |
| 2017       | Gorizont Sobytij«Горизонт событий»                        | LjovaBi-2/Šura Бi-2/Andrej Zvonkov/Makcim Andrjuščenko/Boris Lifšic/Jan Nikolenko | odkaz YouTube |
| 2020       | Depressija «Депрессия»                                    | Minialbum                                                                         | odkaz Spotify |
| 2020       | Bog prokljatych «Бог проклятых»                           | Minialbum                                                                         | videoalbum    |
| 2021       | Svěrim serdca {Live} «Сверим сердца {Live}»               | Živé vystoupení                                                                   | YouTube       |
| 2022       | Aleluja «Аллилуйя»                                        | LjovaBi-2/Šura Бi-2/Andrej Zvonkov/Makcim Andrjuščenko/Boris Lifšic/Jan Nikolenko | odkaz Spotify |

### Samostatně vydané písně
| Rok  | Název                                        | Překlad                | Složení                                  | Odkazy |
| 2001 | Moja Ljubov (Моя любовь)                     | Moja láska             | Bi-2                                     |        |
| 2001 | Bolki (Волки)                                | Vlci                   | Bi-2                                     |        |
| 2003 | Pesok«Песок»                                 | Písek                  | Bi-2                                     |        |
| 2005 | Medlennaja zvezda (Медленная звезда)         | Pomalá hvězda          | Bi-2 a Diana Arbenina                    | odkaz  |
| 2009 | Christmas                                    | Vánoce                 | Bi-2                                     |        |
| 2009 | Bowie Remixed                                |                        | Bi-2                                     |        |
| 2011 | Optimist (Оптимист)                          | Optimista              | Bi-2                                     |        |
| 2011 | Ostrov (Остров version 2011)                 | Ostrov                 | Bi-2 hostující Piknik                    |        |
| 2011 | Bezvozdušnaja trevoga (Безвоздушная тревога) | Vzduchoprázdný poplach | Bi-2 hostující T. Gverdciteli            | Odkaz  |
| 2012 | Daleko (Далеко)                              | Daleko                 | Bi-2,Najk Borzov hostující Linda         | Odkaz  |
| 2013 | Ty i ja (Ты и я)                             | Ty a já                | Bi-2 E. Škljarskij,N. Poleva, M.Jefremov | Odkaz  |
| 2014 | Xipster «Хипстер»                            |                        | Bi-2                                     | Odkaz  |
| 2016 | Lajki/Alisa (Лайки / Алиса)                  | Dát hlas/Alisa         | Bi-2                                     | Odkaz  |
| 2018 | Niti DNK (Нити ДНК)                          | Řetězce DNA            | Kurtki Kobejna hostující Bi-2 & Mone     | Odkaz  |
| 2020 | Peklo (Пекло)                                | Peklo                  | Bi-2                                     | Odkaz  |
| 2021 | Poslednij geroj (Последний герой)            | Poslední hrdina        | Bi-2 hostující MIA BOYKA odkaz Spotify   | Odkaz  |
| 2021 | Nam nje nužen geroj (Нам не нужен герой)     | Nepotřebujem hrdinu    | Bi-2                                     | Odkaz  |
| 2021 | Počta (Почта)                                | Pošta                  | Převzatá píseň od zpěvačky Zemfira       | Odkaz  |

### Vedlejší projekty alba
| rok vydání | název                                                                             | odkazy |
| ---------- | --------------------------------------------------------------------------------- | ------ |
| 1991       | Izmenniiki rodiny «Изменники родины (не издавался)»                               |        |
| 2005       | Nečotnyj vojn«Нечётный воин»                                                      | odkaz  |
| 2008       | Nečotnyj vojn 2 «Нечётный воин 2»                                                 | odkaz  |
| 2010       | Bi-2 i Simfoničeskij orkestr MVD Rossii« Би-2 и Симфонический оркестр МВД России» |        |
| 2011       | Nečotnyj vojn 2,5«Нечётный воин 2,5»                                              | odkaz  |
| 2013       | Nečotnyj vojn 3«Нечётный воин 3»                                                  | odkaz  |
| 2013       | « Би-2 & Prague Metropolitan Symphonic Orchestra Vol.1»                           | odkaz  |
| 2015       | Klinč «Клинч»                                                                     | odkaz  |
| 2017       | « Би-2 & Prague Metropolitan Symphonic Orchestra Vol.2»                           | odkaz  |
| 2019       | Nečotnyj vojn 4. Čast 2. Retro Edition «Нечётный воин 4. Часть 2. Retro Edition»  | odkaz  |
| 2019       | « Би-2 & Prague Metropolitan Symphonic Orchestra Vol.3»                           | odkaz  |
| 2019       | Kurtki Kobejna «Куртки Кобейна»                                                   |        |
| 2020       | Nečotnyj vojn 4. Čast 1«Нечётный воин 4. Часть 1»                                 | odkaz  |

## Bi-2 a symfonický orchestr
Projekt započal kolem roku 2003, jako jednorázový experiment a ukázal se být natolik úspěšný, že se postupem času proměnil v plnohodnotný koncertní program, odehrávající se v nejlepších koncertních sálech Ruska,SNS, Pobaltí.
Spolupráce se symfonickým tělesem se neomezuje pouze na živá vystoupení. Se symfonickým orchestrem ministerstva vnitra Ruska vyšlo v roce 2010 dvojalbum, které obsahuje 25 koncertních verzí skladeb. S pražským symfonickým orchestrem v roce 2013 natočila skupina své druhé symfonické album a v roce 2016 vyšlo na vinylu album «Би-2 & Prague Metropolitan Symphonic Orchestra Vol.1» o rok později 17. března vyšlo další album s názvem Би-2 & Prague Metropolitan Symphonic orchestra. VOL 2. 12. dubna 2019 vyšlo třetí album Би-2 & Prague Metropolitan Symphonic orchestra. VOL 3 obsahující symfonické verze písní z alba Gorizont sobytnij «Горизонт событий».